# Роос, Карл Густав
Карл Густав Роос, также Руус (швед. Carl Gustaf Roos; 25 декабря 1655, Вестергётланд — 1722, Або) — шведский генерал-майор, сподвижник шведского короля Карла XII.

## Биография
Родился 25 декабря 1655 года в Вестергётланде в семье кавалерийского майора Густава Эрикссона Рооса и Кристины Свинхувуд.
Военную карьеру начал в 1674 году в императорской армии, где в качестве добровольца служил в полку фельдмаршал-лейтенанта де Гранкса. В том же году стал прапорщиком данного полка. Вместе с этим полком он участвовал во многих сражениях франко-голландской войны 1672—1678 годов. В 1675 году Роос принимал участие во взятии немецкой крепости Трир, захваченной французскими войсками, а через год — в осаде Филипсбурга.
После возвращения в Швецию в 1677 году Карл Густав Роос в звании второго лейтенанта поступил на службу в лейб-гвардейский конный полк королевы-матери Хедвиги Элеоноры. В 1678 году он в качестве лейтенанта был переведен в полк Лейб-гвардии, а с 1686 года в звании майора состоял в Скараборгском полку, занимаясь вопросами снаряжения данного полка.
В 1696 году он уже был подполковником в пехотном полку генерал-майора Эрика Суупа, располагавшегося в то время в Риге.
После начала Северной войны он принял участие в сражении под Нарвой (1700), в ходе которого проявил отвагу, с небольшим отрядом атаковав передовые русские укрепления, получил чин полковника. В 1701 году Роос участвовал в переправе через Западную Двину, а позже был назначен командиром Нерке-Вермландского полка и оставался им (даже после пленения в 1709 году) до самой смерти.
Участвовал во многих сражениях Северной войны: у Клишова (1702), при Фрауштадте (1706), у села Молятичи (1708) и под Полтавой (1709). После польской кампании 1705 года удостоен баронского титула, а после Фрауштадской битвы получил чин генерал-майора.
В ходе Полтавской битвы генерал-майор Роос командовал одной из четырёх пехотных колонн, которая понесла серьёзные потери при попытке захватить русские редуты. Вследствие этого он утратил контроль над подчинёнными ему частями, и его батальоны оказались оторванными от основной армии. Это обстоятельство удачно использовал Пётр I, направив на отрезанные шведские части пять батальонов пехоты и пять кавалерийских полков под общим командованием князя А. Д. Меншикова, которые нанесли им сокрушительное поражение. Остатки колонны Рооса в одном из оставленных шведами шанцев возле Полтавской крепости сдались в плен генерал-лейтенанту Самуилу Ренцелю.
В декабре 1709 года вместе с остальными пленными Роос прошёл по улицам русской столицы во время триумфального шествия, устроенного Петром I в ознаменование победы. После этого он был отправлен в Казань, где находился до заключения в 1721 году Ништадтского мирного договора, положившего конец Северной войне.
В 1722 году, возвращаясь из плена домой, генерал-майор Карл Густав Роос скончался в городе Або.
Донесение генерал-майора Росса о Полтавской битве было напечатано в «Дневниках Каролинских воинов» А. Квеннерштедт (1903).

## Семья
Был дважды женат:
- 1. на Кристине Марии Спарре (аф Рассек). Умерла в 1690-х годах.
- 2. C 1700 года на баронессе Магдалене Кристине фон дер Нот.